# Ковач, Иштван (боксёр)
И́штван Ко́вач (венг. Kovács István; 17 августа 1970, Будапешт, Венгрия) — венгерский боксёр-профессионал, обладатель так называемого «Большого шлема» в любительском боксе, как олимпийский чемпион, чемпион мира и Европы.
Дважды признавался лучшим спортсменом года в Венгрии (1991 и 1996).